# Josh Hagins
Josh Hagins (Washington D. C., 17 de marzo de 1994) es un jugador de baloncesto estadounidense que pertenece a la plantilla de los Ontario Clippers de la G League. Con 1,85 metros de estatura, juega en la posición de base.

## Trayectoria deportiva

### Universidad
Jugó durante cuatro temporadas con los Trojans de la Universidad de Arkansas en Little Rock, en las que promedió 11,5 puntos, 3,8 rebotes, 3,7 asistencias y 1,4 robos de balón por partido. En 2015 fue incluido en el tercer mejor quinteto de la Sun Belt Conference, mientras que al año siguiente lo era en el primero. Se convirtió en el jugador que más partidos ha disputado en la historia de la universidad, con 128, y en el segundo con más minutos, únicamente superado por Derek Fisher.

### Profesional
Tras no ser elegido en el Draft de la NBA de 2016, fue invitado por los Sacramento Kings para disputar las Ligas de Verano de la NBA. El 11 de octubre fichó por el Bosna Sarajevo de la Liga de Bosnia y Herzegovina, donde únicamente llegó a disputar diez partidos, en los que promedió 10,4 puntos y 3,4 rebotes.
El 26 de enero de 2017 fichó por los Maine Red Claws de la NBA Development League.
El 21 de febrero de 2021, firma por el Iraklis BC de la A1 Ethniki, la primera categoría del baloncesto griego, tras jugar durante la primera vuelta de la competición en el Telekom Bonn de la Basketball Bundesliga.
En verano de 2021, firma por el Peristeri B.C. de la A1 Ethniki, la primera categoría del baloncesto griego, para disputar la temporada 2021-22, la cual acabó en el Debreceni Kosárlabda Akadémia. El 24 de julio de 2022, Hagins regresó a Grecia para una tercera oporunidad, esta vez fichando por el Aris.
En la temporada 2022-23, firma por el Aris BC de la A1 Ethniki, la primera categoría del baloncesto griego.
El 30 de octubre de 2023 se unió a los Ontario Clippers.